# سیارک ۵۱۱۷
سیارک ۵۱۱۷ (به انگلیسی: 5117 Mokotoyama، نامگذاری:1988GH) پنج هزار و صد و هفدهمین سیارک کشف شده‌است که در ۸ آوریل ۱۹۸۸ کشف شد.
قدر مطلق سیارک برابر ۱۱٫۹۰ است.